# Gianalberto Badoaro
Gianalberto Badoardo (ur. 12 maja 1649 w Wenecji, zm. 17 maja 1714 w Brescii) – włoski kardynał, patriarcha Wenecji.

## Życiorys
Urodził się 12 maja 1649 roku w Wenecji, jako syn Francesca Badoaro i Eleny Michiel. Studiował na Uniwersytecie Padewskim, gdzie uzyskał doktorat utroque iure. Po 1677 roku przyjął święcenia kapłańskie, a następnie został kanonikiem kapituły w Padwie. 26 sierpnia 1688 roku został wybrany patriarchą Wenecji, a 14 listopada przyjął sakrę. 17 maja 1706 roku został kreowany kardynałem prezbiterem i otrzymał kościół tytularny San Marcello. W tym samym roku został przeniesiony do diecezji Brescii, zachowując tytuł patriarchy. Na terenie rozszerzył się wówczas kwietyzm, dlatego też papież chciał by gorliwy kardynał wytępił herezję. Zmarł 17 maja 1714 roku w Brescii.